# 465
465（四百六十五、よんひゃくろくじゅうご）は自然数、また整数において、464の次で466の前の数である。

## 性質
- 465は合成数であり、約数は 1, 3, 5, 15, 31, 93, 155, 465 である。
  - 約数の和は768。
- 465 = 1 + 2 + 3 + 4 + 5 + 6 + 7 + 8 + 9 + 10 + … + 29 + 30
  - 30番目の三角数である。1つ前は435、次は496。
    - 三角数がハーシャッド数になる16番目の数である。1つ前は378、次は630。
    - 三角数において各位の和も三角数になる22番目の数である。1つ前は406、次は528。(オンライン整数列大辞典の数列 A062099)
- 56番目の楔数である。1つ前は455、次は470。
  - 三角数の楔数としては8番目の数である。1つ前は435、次は561。
  - 楔数がハーシャッド数になる18番目の数である。1つ前は410、次は506。
- 122番目のハーシャッド数である。1つ前は460、次は468。
  - 15を基としたとき4番目のハーシャッド数である。1つ前は375、次は555。
- 約数の和が465になる数は1個ある。(200) 約数の和1個で表せる90番目の数である。1つ前は464、次は474。
  - 約数の和が奇数になる25番目の奇数である。1つ前は403、次は511。
- 各位の和が15になる27番目の数である。1つ前は456、次は474。
- 465 = 12 + 82 + 202 = 22 + 102 + 192 = 42 + 72 + 202 = 102 + 132 + 142
  - 3つの平方数の和4通りで表せる44番目の数である。1つ前は454、次は467。(オンライン整数列大辞典の数列 A025324)
  - 異なる3つの平方数の和4通りで表せる30番目の数である。1つ前は450、次は469。(オンライン整数列大辞典の数列 A025342)
- 桁で並べ替えをすると連続自然数になる43番目の数である。1つ前は456、次は534。(オンライン整数列大辞典の数列 A288528)
- 465 = 232 − 64
  - n = 23 のときの n2 − 64 の値とみたとき1つ前は420、次は512。(オンライン整数列大辞典の数列 A098849)

## その他 465 に関連すること
- 西暦465年
- 衆議院の議員定数は2017年現在465である。